# احمد کمال (بازیکن فوتبال، زاده ۱۹۸۱)
احمد کمال (عربی: احمد كمال؛ زادهٔ ۲۹ اکتبر ۱۹۸۱) یک بازیکن فوتبال اهل مصر است.

## باشگاهی
از باشگاه‌هایی که در آن بازی کرده‌است می‌توان به باشگاه ورزشی زمالک اشاره کرد.

## تیم ملی
وی همچنین در تیم ملی فوتبال مصر بازی کرده است.